# Museo de Ciencias Naturales “Dr. José Squadrone”
El Museo de Ciencias Naturales "Dr. José Squadrone" es el museo de Ciencias Naturales de las ciudades de Necochea, Quequén y localidades aledañas del sudeste de la Provincia de Buenos Aires, Argentina. Depende del Área de Museos de la municipalidad de Necochea y se encuentra en el Parque Miguel Lillo, dentro de la planta urbana, en el sector de la playa (anteriormente conocida como Villa Díaz Vélez), a escasos metros del Museo Histórico Regional "Egisto Ratti".
El museo lleva el nombre del Dr. José Squadrone, bromatólogo y veterinario argentino, creador del primer museo bromatológico de América del Sur.

## Historia

### Primeros años
A principios del siglo XX el Dr. Rodolfo Faggioli reúne los hallazgos que conformarán su primera colección; la misma aún se conserva parcialmente en el Museo. Faggioli actuó como un nexo entre los vestigios hallados en la zona y los científicos de la época. A fines del siglo XIX Florentino Ameghino había propuesto la presencia de poblaciones humanas tempranas en las pampas argentinas que sustentaban la idea de un proceso de hominización independiente del Viejo Mundo. Esta teoría se sostuvo con base en las interpretaciones que Ameghino había hecho según el contexto geológico de los hallazgos y las asociaciones de fauna extinta con herramientas líticas consideradas “primitivas”. 
Para el 1900 eran evidentes los intercambios entre naturalistas, exploradores, viajeros e investigadores y, en ese contexto, el Dr. R. Faggioli trajo a Necochea a su amigo Florentino Ameghino. Ambos descubrieron en 1909 dos anzuelos trabajados en hueso fósil de guanaco, tallados por los primeros pobladores de esta franja costera. En esa oportunidad, el Dr. Faggioli le entregó a Ameghino una calota humana hallada en Necochea. Estos hallazgos ayudaron a Ameghino a sostener la teoría según la cual la primera especie del género Homo, el Homo pampaeus, habría migrado desde la región pampeana a otros continentes.
La primera colección de materiales fue dividida. De acuerdo con la lógica imperante en aquel momento, Faggioli intenta vender parte de sus colecciones al Museo de Ciencias Naturales de La Plata, aunque no hay registros de la concreción de esta venta, en tanto el resto, fue donado y depositado en la Biblioteca y Centro Cultural Andrés Ferreyra de Necochea en 1942.
A pesar de contar con una colección exhibida en una biblioteca, a la misma no se le asignó un lugar que tuviera que ver con un museo, en términos institucionales. Esta situación continuó durante varias décadas debido a que el museo no tendría un espacio propio hasta el año 1981, lapso durante el cual las colecciones transitaron circunstancias diversas. Los años transcurrieron y, en 1965, un grupo de necochenses entusiastas de la paleontología y arqueología local dieron forma a la primera Asociación de Amigos de las Ciencias Naturales. 
Ocuparon varios domicilios privados para pasar, en 1968, a la casona del parque, actual Museo Histórico Regional. Poco tiempo después, en 1973 y desde entonces, los objetos que eran obtenidos en las nuevas recolecciones comenzaron a ser exhibidos en la Biblioteca y Centro Cultural de Necochea conjuntamente con la colección Faggioli. También se realizaron exposiciones en un local de la Galería central. De esta asociación participaron muchos alumnos de escuela secundaria que luego se convirtieron en reconocidos científicos profesionales, especialmente de disciplinas como geología y arqueología. Aquella asociación y sus actividades tuvieron continuidad en el tiempo. Entre ellos se encontraba también Rubén Mario Molina, quien estudiaría la carrera de geología y fuera detenido-desaparecido por la policía de la provincia en 1977. Seis años después de su conformación la asociación editó la revista Quequeniana. En el año 1972 se fundó el Museo de Ciencias Naturales de Necochea en el ámbito privado. 

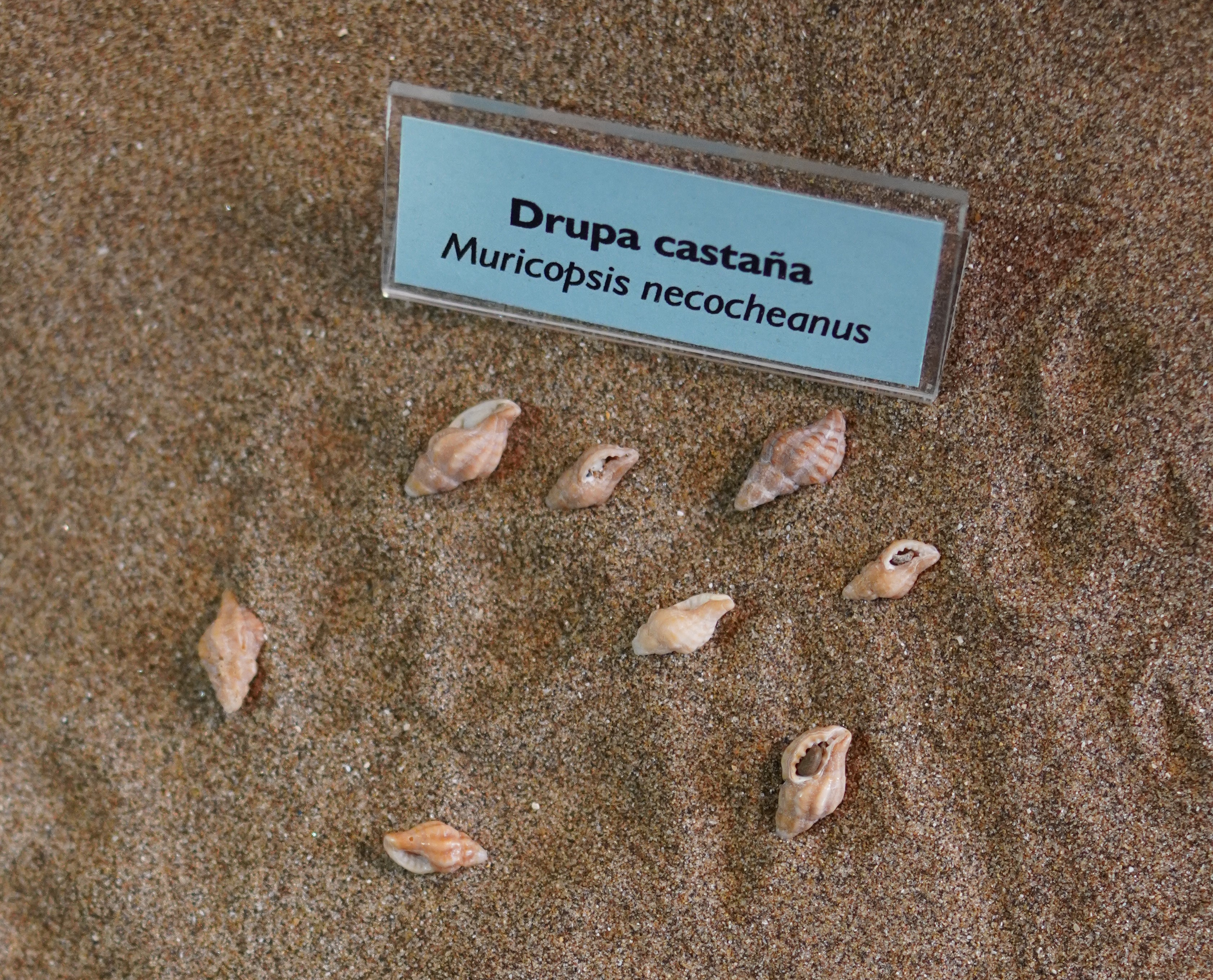
Las salas del museo exponen la fauna y flora de la región, por ejemplo la drupa castaña (Muricopsis necocheana).

### Ubicación actual
A pesar de su ya largo recorrido, recién en el año 1980 la colección del museo fue donada a la Municipalidad recibiendo como lugar propio la casa que hoy ocupa en el parque. En 1981 el museo abrió sus puertas al público por primera vez en el espacio en el que se encuentra actualmente.
En 1983 se anexa el Museo Bromatológico José Squadrone. Entre los años 1984 a 1994, con el pulso del gobierno y los vaivenes políticos a nivel municipal, el museo se mantuvo abierto sólo de manera intermitente. En el año 1985 parte de las colecciones fueron trasladadas a los depósitos de la vieja estación de trenes, situación que provocó la pérdida de la integridad de las mismas y la desaparición de parte de los materiales. En 1994, a partir de la renovación de autoridades del Área Museos en el ámbito municipal, se iniciaron gestiones por parte de la Lic. Nora Flegenheimer y el Dr. Ricardo Guichón tendientes a reactivar esta institución. Como resultado se firmó un convenio por medio del cual la Municipalidad de Necochea se comprometía a brindar lugar de trabajo a los investigadores del CONICET, quienes quedaban a cargo del Museo colaborando en actividades de extensión. Al esfuerzo de estos investigadores se sumó el trabajo de un grupo de personas interesadas en la arqueología y la paleontología. Así se conformó el Grupo de Amigos G.A.P.A.A.N., reconocido como entidad de bien público. El 11 de junio de 1995 el G.A.P.A.A.N. realizó la primera actividad dentro de las instalaciones del Museo de Ciencias Naturales de Necochea. Desde entonces, las actividades en este espacio han tenido continuidad y han sido coordinadas por diferentes personas. Así fue como, durante cuatro años, un grupo de gente con interés y entusiasmo, asesorada por los investigadores antes mencionados, montó exposiciones, organizó charlas y talleres, realizó gestiones y abrió las puertas del museo para que pueda ser visitado. Uno de los colaboradores voluntarios durante aquella nueva etapa en el Museo fue Rogelio Parodi, nieto de Don Lorenzo Parodi, quien había sido ayudante de los hermanos Ameghino en la búsqueda de materiales en los acantilados de Miramar. Fue recién en el mes de agosto de 1998 que se formalizó la creación del Museo de Ciencias Naturales en el ámbito público mediante una ordenanza municipal.
Es decir, aunque las actividades que llevaron a la conformación del museo tenían ya una larga historia en la ciudad, su creación formal es reciente. En 1999 llegaron nuevas autoridades al museo. El museo fue coordinado primero por Jorge Nosei y, posteriormente, por Martín López, ambos taxidermistas. Una nueva Asociación de Amigos tomó forma, se realizaron actividades variadas y se mantuvo abierto el museo. En esos momentos se ofrecía al público la visita a una sala generalizada en la que se destacaban las taxidermias (especialmente de fauna marina) y las muestras de una antigua colección bromatológica y otra sala de paleontología. No han quedado registros que permitan formalizar con mayor exactitud los datos de esta etapa. En el año 2013, por primera vez se destinó un cargo municipal para su coordinación a un profesional de las ciencias naturales, el Dr. Mariano Colombo.
En la actualidad, la actividad del museo se desarrolla en el marco mayor de un Área de Museos de la ciudad, siguiendo en la línea del trabajo abierto y comunitario, transversal y profesional.

## Salas y Colecciones
En el museo pueden contemplarse ejemplares acuáticos disecados, entre los que destacan un ballenato que apareciera varado en las costas del balneario San Cayetano, y una tortuga laúd, una especie en vía de extinción; caracoles y muestras óseas, y otros tantos especímenes de fauna marina.
Además, en una sala contigua se encuentran en exposición varios fósiles de megafauna.

### Museo Bromatológico
El Dr. José Squadrone y su secretaria María del Pilar Gianatassio comenzaron a principios de la década de 1940, la conformación de una colección de réplicas en yeso de alimentos, cuadros al óleo, maquetas, miniaturas, cuadernillos, diapositivas, láminas y diversos dispositivos educativos y pedagógicos. El conjunto de piezas fue creciendo y formó la base para la creación del Museo Bromatológico Municipal, el cual llegó a contar con tres mil quinientas (3.500) piezas. El Museo funcionó desde 1942 hasta 1977. Posteriormente, la colección sufrió varios traslados hasta llegar, en 1983, al Museo de Ciencias Naturales, en donde hoy se conservan las piezas que sobrevivieron a las múltiples mudanzas.